# Geierköpfe
Geierköpfe - masyw w Ammergauer Alpen, części Alp Bawarskich. Leży w Austrii w kraju związkowym Tyrol, przy granicy z Niemcami. Niedaleko leży jezioro Plansee oraz pałac Linderhof.
Szczyty masywu:
- Środkowy - 2161 m,
- Zachodni - 2143 m,
- Wschodni - 2060 m.